# Grand Prix Bugatti

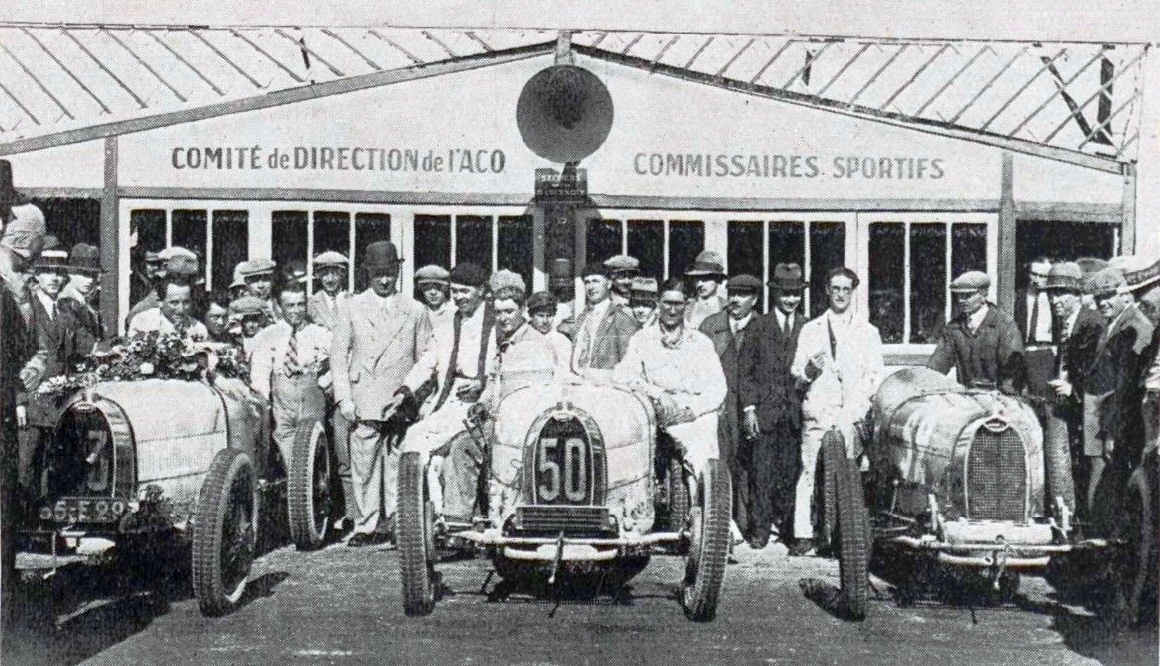
Arrivée du GP Bugatti 1928, de gauche à droite no 53 P. de Rothschild 2e, E. Bugatti, no 50 Dubonnet 1er, Williams 4e et, no 52 Zehender 4e.

Le Grand Prix Bugatti est un Grand Prix automobile organisé par Ettore Bugatti et son entreprise au mois de juin à trois reprises consécutives, de 1928 à 1930, pour des voitures monoplaces de sa marque exclusivement. Il s'est disputé sur le circuit de la Sarthe, proche du Mans.

## Histoire
En 1928 est mise à profit l'organisation sur place, une semaine auparavant, des 24 Heures du Mans (les 16 et 17 juin). Le vainqueur du Grand Prix Bugatti se voit remettre rien de moins qu'une T35 par Ettore Bugatti lui-même : 27 voitures fabriquées par la marque participent à l'épreuve.
Elle se court en 1928 en 16 tours pour une distance de 276,192 km.
Pour ses deux dernières éditions, la distance totale à parcourir passe à 409 puis à 490.8 kilomètres.
En 1965, un circuit permanent, le circuit Bugatti, est créé à l'intérieur du tracé du circuit des 24 Heures du Mans.

## Palmarès
| Année | Vainqueur       | Voiture                           | Résultats |
| ----- | --------------- | --------------------------------- | --------- |
| 1928  | André Dubonnet, | Bugatti Type 37 1,5 l compresseur | Résultats |
| 1929  | Juan Zanelli    | Bugatti Type 35B                  | Résultats |
| 1930  | Juan Zanelli    | Bugatti Type 35B                  | Résultats |

## Images de l'épreuve

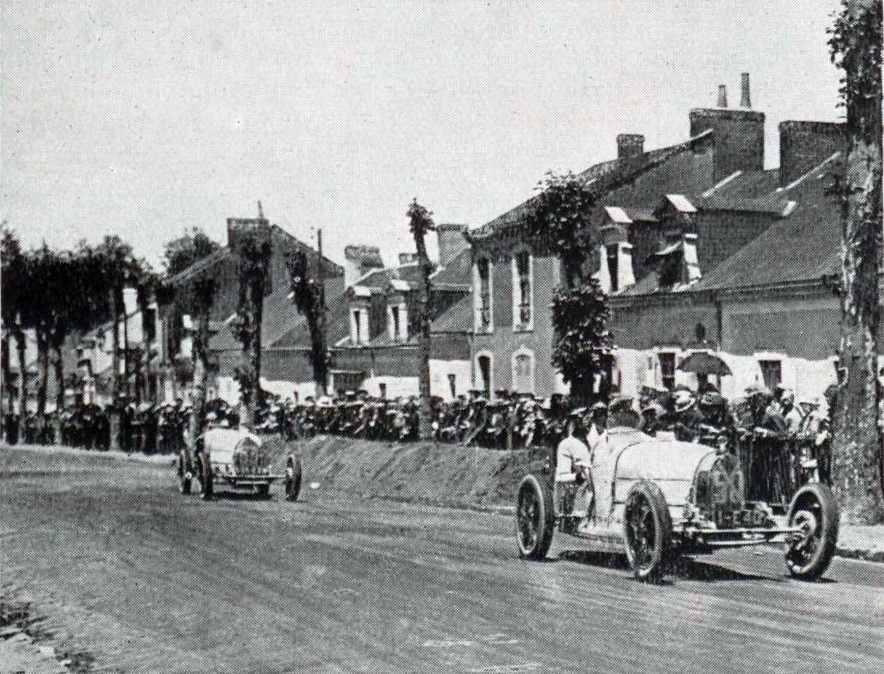
Grand Prix Bugatti 1928, victoire d'André Dubonnet no 50 devant Philippe de Rothschild no 53
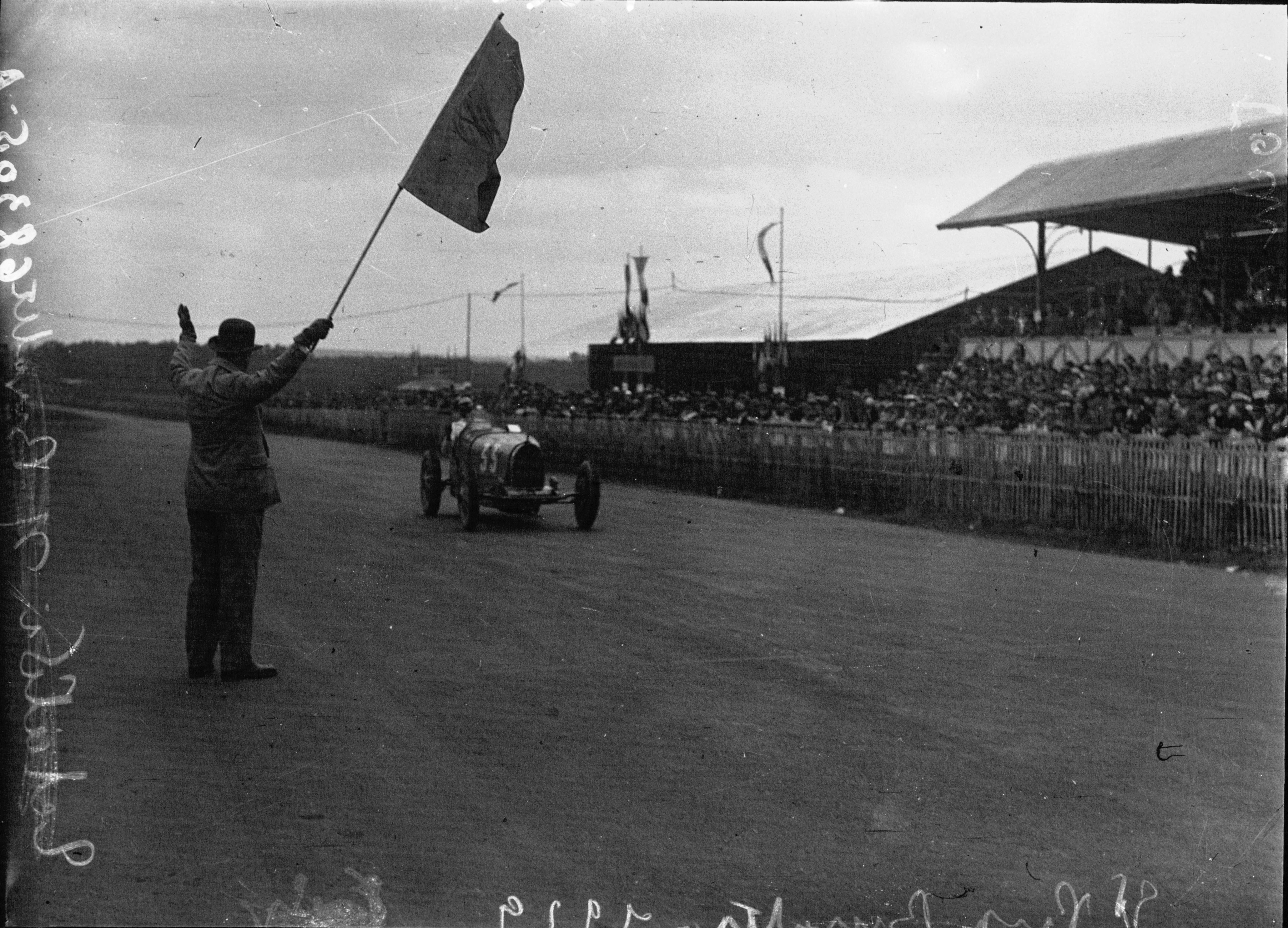
Le Chilien Zanelli, ici une première fois victorieux en 1929
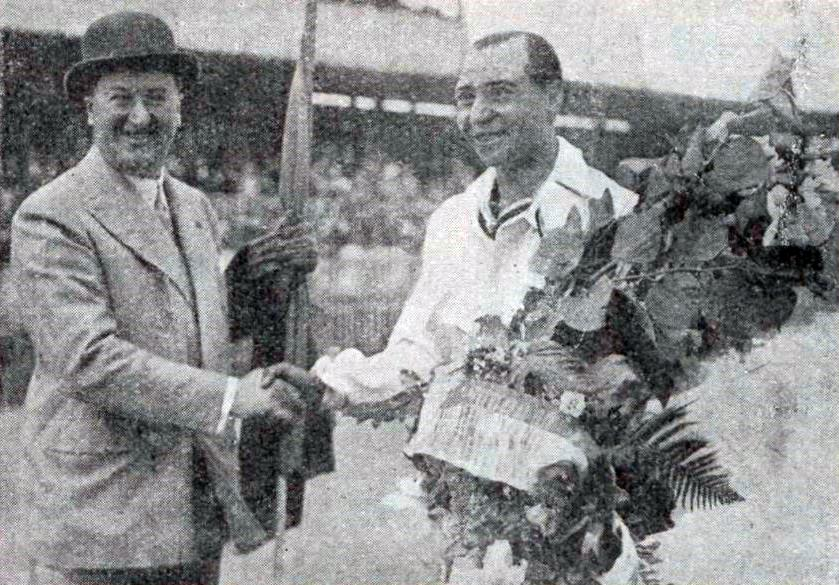
Ettore Bugatti et Juan Zanelli, après le GP Bugatti de 1929
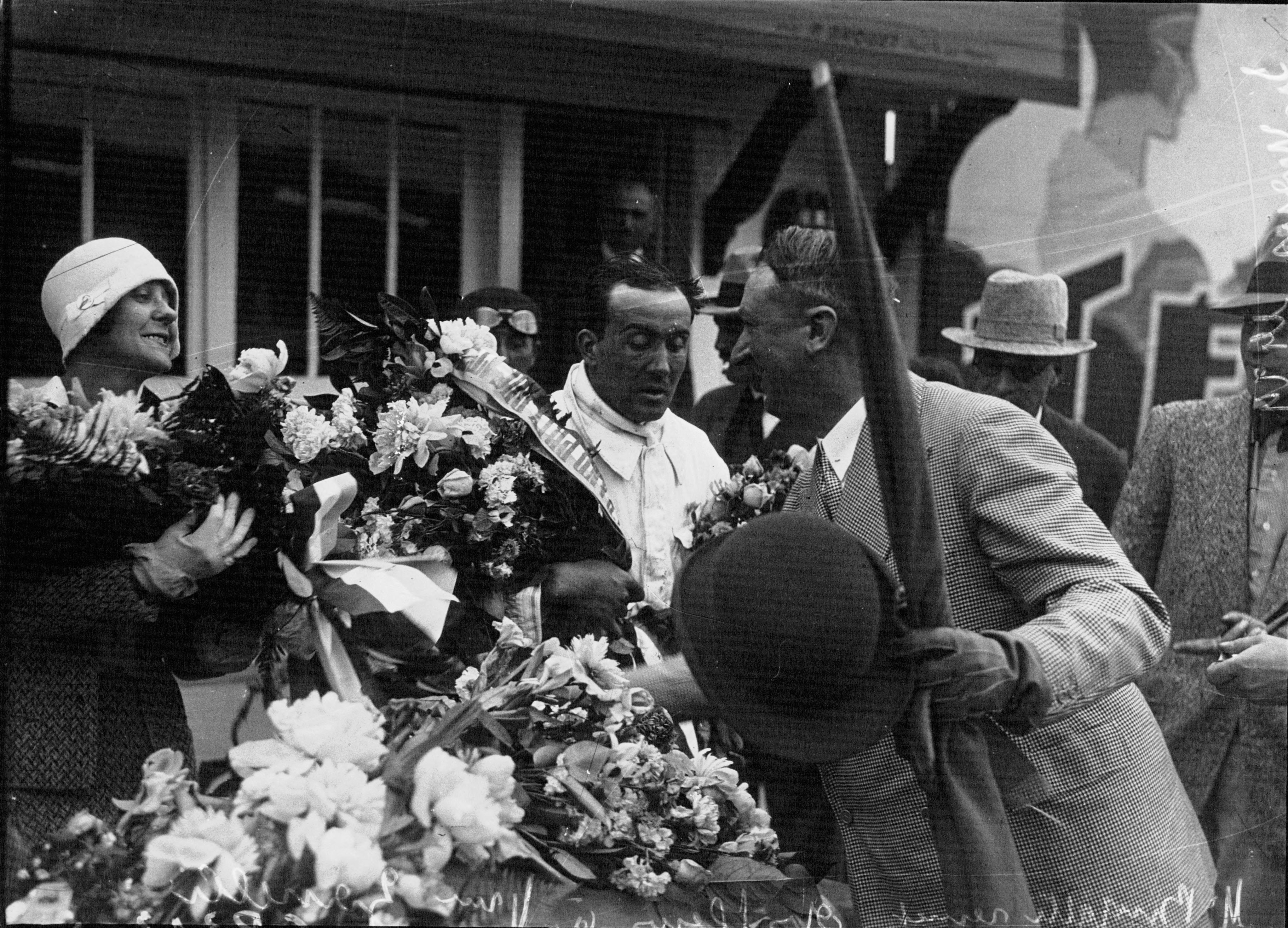
Ettore Bugatti remet des fleurs à Madame Felicite Zanelli, ici à droite de son époux en 1929
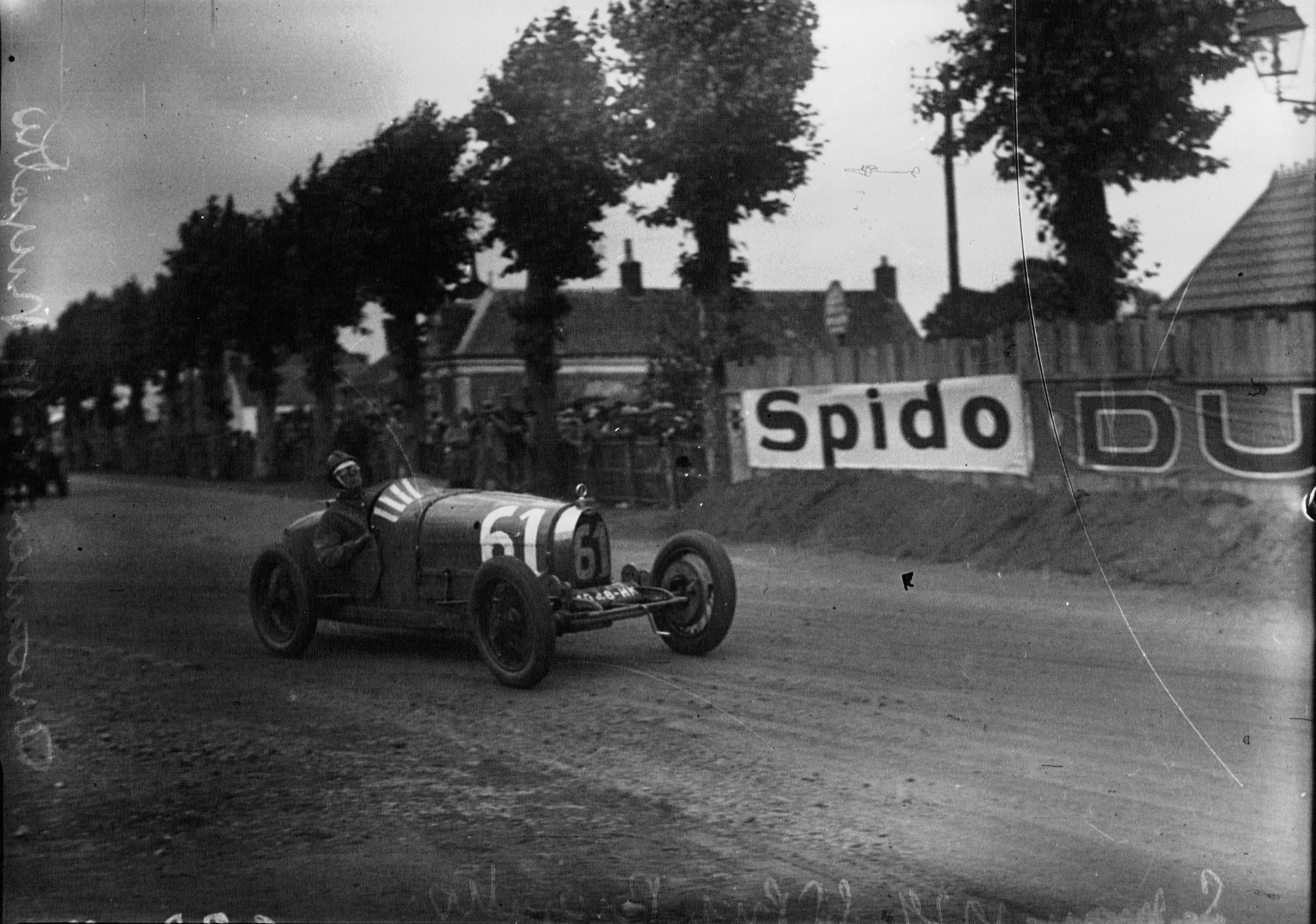
Marie "Albertine" Derancourt en 1929 (8e en 1928[5])
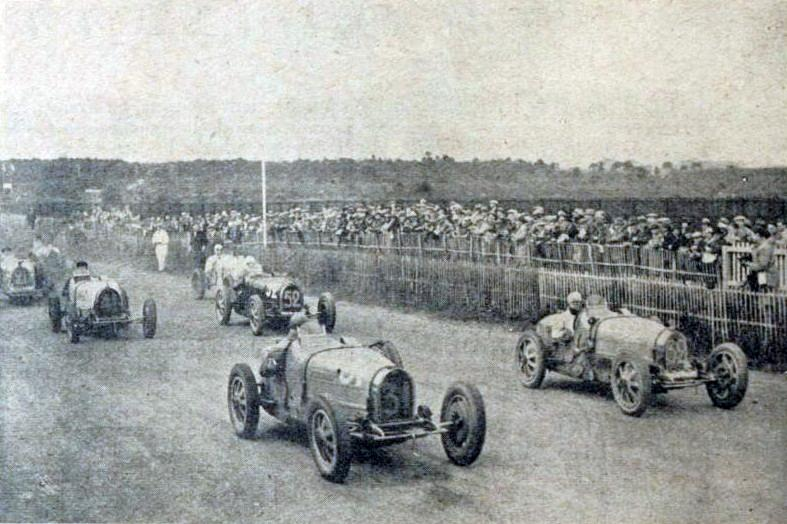
Départ du Grand Prix en 1930, au circuit de la Sarthe.
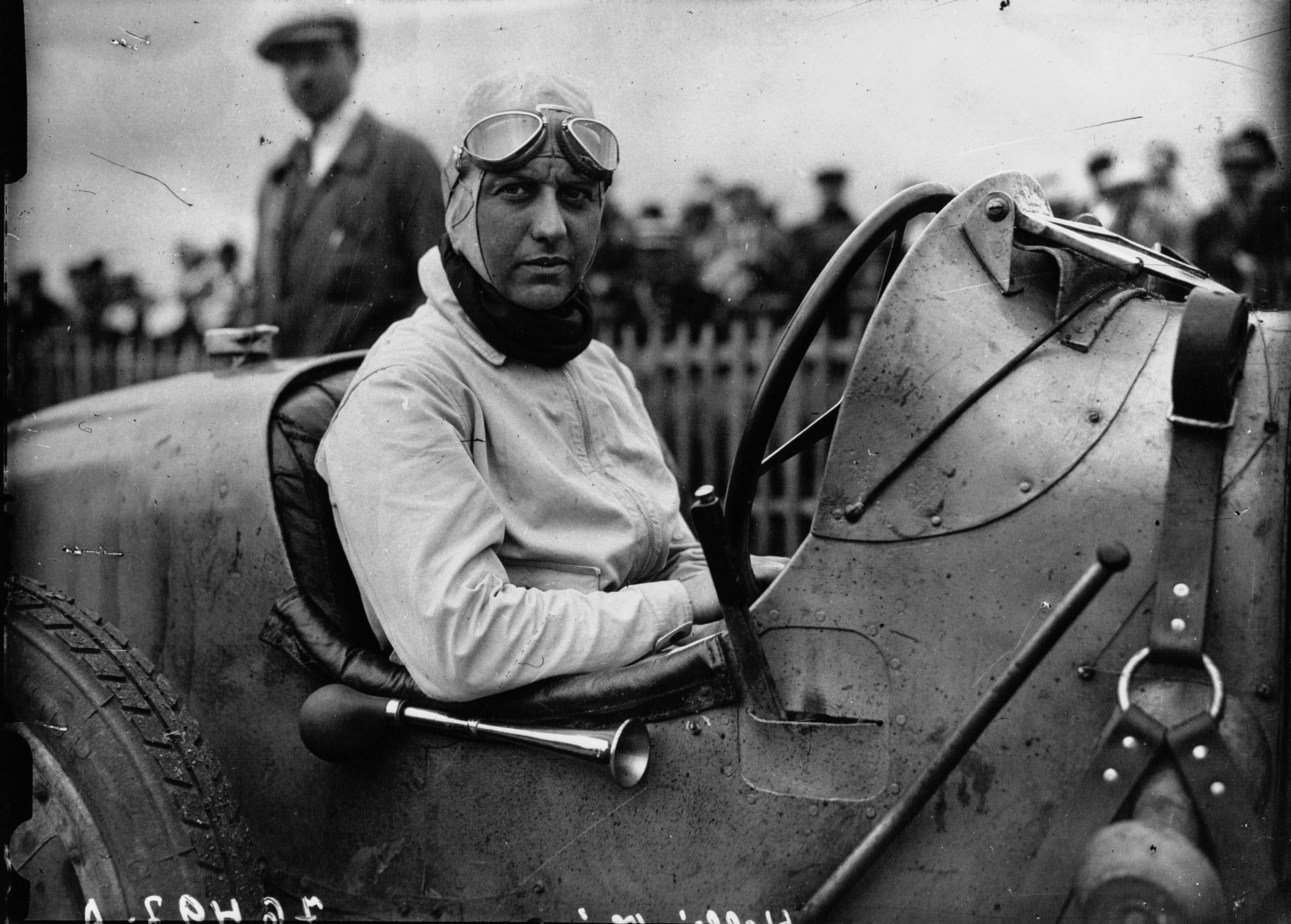
Autre conductrice Hellé Nice, ici 3e en 1930 (cette année-là le jeune Jean Bugatti remet les prix[6])